# Анчишкин, Иван Александрович
Ива́н Алекса́ндрович Анчи́шкин (27 сентября 1901 — 30 октября 1974) — советский партийный и военно-политический деятель, экономист, участник Великой Отечественной войны, подполковник.

## Биография
Родился в 1901 году в посёлке Гришинского рудника в Бахмутском уезде Екатеринославской губернии Российской империи в семье каменщика. По национальности русский. С июля 1914 г. ученик каменщика на строительстве железной дороги на станции Доброполье Екатеринославской губернии. С марта 1915 г. каменщик Эрастовского, Гродовского рудников в Бахмутском уезде. В ноябре 1917 года вступил в коммунистическую партию. В марте-октябре 1918 г. совмещал работу каменщика и подпольную партийную деятельность на Эрастовском и Ильинском рудниках в Бахмутском уезда. С октября 1918 г. боец красного партизанского отряда Колосова в Бахмутском и Славянском уездах Екатеринославской губернии.
С марта 1919 года в Рабоче-крестьянской Красной армии, участвовал в Гражданской войне в России: боец и политработник интернационального полка 7-й стрелковой дивизии. С августа 1919 г. заместитель военного комиссара, а затем военный комиссар 1-го легкого артиллерийского дивизиона 41-й стрелковой дивизии Южного фронта. С октября 1920 г. заместитель военного комиссара, затем военный комиссар отдельной кавалерийской бригады 14-й армии Юго-Западного фронта. В июле-ноябре 1921 г. начальник организационной части, заместитель начальника политического отдела 2-й червонно-казачьей дивизии РККА.
С ноября 1921 г. по март 1924 г. студент Коммунистического университета им. Я. М. Свердлова. В марте-октябре 1924 г. заведующий организационным отделом Железнодорожного районного комитета РКП(б) в Челябинске. С октября 1924 г. заведующий организационным отделом 1-го горрайкома РКП(б) в Екатеринбурге. С мая 1925 г. секретарь 3-го горрайкома РКП(б)/ВКП(б) в Свердловске. С августа 1927 г. ответственный инструктор Ленинградского комитета ВКП(б). С февраля 1928 г. секретарь партийного комитета Ленинградского государственного завода № 4 им. М. И. Калинина. С июня 1929 г. по май 1932 г. слушатель экономического Института Красной Профессуры. С июня 1932 г. ученый секретарь при председателе СНК РСФСР. С марта 1933 г. начальник политического отдела Волоконовской МТС в Курской области. В январе-мае 1935 г. 1-й секретарь Волоконовского районного комитета ВКП(б). В мае-октябре 1935 г. помощник секретаря ЦК ВКП(б). С октября 1935 г. ответственный инструктор ЦК ВКП(б). С августа 1937 г. старший научный сотрудник, с февраля 1940 г. заведующий сектором Института Экономики Академии Наук СССР.
С 15 июля 1941 года вновь в Красной армии, участник Великой Отечественной войны: в звании старший батальонный комиссар служил военным комиссаром 21-й дивизии народного ополчения, которая была сформирована в Киевском районе Москвы из добровольцев, а 26 сентября 1941 г. переименована в 173-ю стрелковую дивизию. В январе 2014 года доктор исторических наук С. И. Мирский вспоминал: «У меня был знакомый потом, Анчишкин такой <…> он был комиссаром корпуса одного. Он немножко свихнулся — у него голова пошла не туда, потому что однажды — это было в Смоленской области. в разгар войны — прибыла с востока дивизия свежая кадровая. <…> А тут здоровые ребята — кровь с молоком. Штурмовали какую-то высоту или деревню, её взяли, эта дивизия взяла. От неё осталась к вечеру одна треть. Я, как посмотрел на это, — мне Анчишкин рассказывал покойный, — у меня с головой что-то случилось». С 30 августа 1942 г. начальник политотдела 346-й стрелковой дивизии Сталинградского, Южного, 4-го Украинского фронтов. В связи с отменой институт военных комиссаров и введения единоначалия в Красной армии в конце 1942 года переаттестован в подполковника. В мае-августе 1943 г. секретарь армейской партийной комиссии политотдела 51-й армии 4-го Украинского фронта. С августа 1943 г. лектор политического управления 4-го Украинского фронта. В мае-ноябре 1945 г. лектор политуправления Прикарпатского военного округа. Демобилизован в октябре 1945 года.
С ноября 1945 года старший научный сотрудник журнала «Большевик». С декабря 1946 года старший научный сотрудник в секторе общих проблем политэкономии социализма, возглавляемым известным учёным Я. А. Кронродом ИЭ АН СССР. С сентября 1952 года исполняющий обязанности заведующего кафедрой, доцент кафедры Московского государственного экономического института. С декабря 1959 года вновь старший научный сотрудник ИЭ АН СССР. В Москве жил в «Дом правительства» на Берсеневской набережной Москвы-реки. Автор книги «Экономические условия роста благосостояния советского народа».
Умер 30 октября 1974 года в Москве.

## Семья
- Жена — Мария (Муся) Исааковна Лускина (1899—1996), уроженка Борисова.
  - Сын — Анчишкин Александр Иванович (1933—1987), экономист, доктор экономических наук, профессор, академик АН СССР.

## Воинские звания
- Старший батальонный комиссар — 1941;
- Подполковник — 25.12.1942[2].

## Награды
- Орден Красного Знамени (13.05.1943); (195*)
- Ордена Отечественной войны I степени (27.05.1945) и II степени (18.05.1944);
- Медали «За оборону Москвы» (01.05.1944) и «За победу над Германией в Великой Отечественной войне 1941—1945 гг.» (09.05.1945)[1].